# Enrique de Franconia
Enrique (Bamberg, fecha desconocida - París, 28 agosto de 886) fue el principal comandante militar en los últimos años del Imperio carolingio. Fue comandante en jefe bajo los reyes Luis el Joven y Carlos el Gordo. Durante sus primeros años, sus actividades estuvieron circunscritas a Francia oriental, su patria, pero después de que Carlos heredara Francia occidental en 884 pasó cada vez más tiempo allí. Durante su época, las Invasiones vikingas (principalmente danesas) alcanzaron su pico en Francia. Las fuentes describen al menos ocho campañas separadas libradas por Enrique contra los vikingos, la mayoría de ellas exitosas.
Enrique es descrito en las fuentes de muchas formas, no todas compatibles: es considerado sajón, franco y turingio; aparece mencionado como conde (del latín comes), margrave (marchensis) o duque (dux); y el territorio gobernado por él es descrito en las fuentes como Francia, Neustria o Austrasia, quizás indicando que su mando militar comprendía la mayor parte del norte del imperio desde la marca Bretona, en el oeste, hasta Frisia y Sajonia en el este.

## Familia
La familia de Enrique recibía el nombre de Popónidas (alemán Popponen) porque el nombre Poppo era particularmente común entre ellos.  Se especula que Enrique fue hijo del conde Poppo de Grapfeld, o quizás del hijo de Poppo, Cristiano I de Grapfeld, y su mujer, Heilwig. Su hermano era Poppo, duque de Thuringia.
Los Popónidas estaban posiblemente emparentados con los Hatónidas, y Enrique pudo haber heredado sus propiedades en Sajonia (del magnate Banzleib) y en Austrasia (de Adalberto, hermano de Banzleib).
La mujer de Enrique fue probablemente Ingeltrude, hija del duque Everardo de Friuli y de Gisela, hija del emperador Luis el Piadoso. Si esto fuera cierto, Enrique estaría emparentado por su mujer con la dinastía carolingia. Un libro memorial de la abadía de Reichenau nombra a un tal Enrique (Heimirich) y a una Ingeltrude (Engildrud) lado a lado.
Enrique tuvo tres hijos, todos fallecidos durante los enfrentamientos entre los Babenberg y los conradinos:
- Adalberto (c. 854 - 9 septiembre 906), capturado y ejecutado,
- Adalhardo (m. 903), capturado y ejecutado,
- Enrique (m. 902), muerto en combate.

Viduquindo de Corvey llama a Adalberto «pariente cercano a través de su hermana» del rey Enrique I de Alemania, lo que lleva a Emil Kimpen a concluir que la madre de Enrique I, Hathui (Hedwig, Hadewig), era hermana de Adalberto e hija del duque Enrique. Esta suposición ha sido ampliamente aceptada, ya que explica la adopción del nombre de Enrique por la familia de Enrique I, los Liudolfingas. A través del duque Enrique, el nombre entró finalmente en las familias reales de los francos orientales (alemanes) y occidentales (franceses), los otónidas y los capetos. Hathui se casó con el duque Otón de Sajonia. Su hijo, Enrique I, tuvo una hija, Hedwig, llamada así por su abuela, que se casó con Hugo el Grande y sería la madre de Enrique I de Borgoña y bisabuela del rey Enrique I de Francia.
La casa de Babenberg, que gobernó la marca de Austria de 976 hasta 1246, es considerada descendiente de los Popónidas, posiblemente a través de una hija de Enrique de nombre desconocido. Los nombres de los hijos varones del primer Babenberg del que se tiene constancia, Leopoldo I —Enrique, Ernesto, Poppo, Adalberto y Leopoldo—, sugieren fuertemente un vínculo con Enrique.

## Vida
Enrique es descrito por Abbo Cernuus en su Bella Parisiacae urbis como sajón. Es más probablemente que fuera turingio.

### Reinado de Luis el Joven
Enrique es descrito por los Anales de Fulda como princeps militiae (líder del ejército) de Luis el Joven cuando este último se rebeló contra su padre, Luis el Germánico, en 866. A Luis se le unió su hermano menor, Carlos el Gordo. Los hermanos pudieron sentirse disgustados por la entrega en 864 de Baviera a su hermano mayor, Carloman. Durante la breve revuelta, Luis envió a Enrique en misión ante el duque Rastislav de Moravia. La rebelión concluyó rápidamente y Luis recibió Sajonia como sub-reino, mientras Carlos conseguía Alemannia.
En 871, un vasallo sajón de Enrique fue cegado por orden de Luis el Germánico, lo que provocó que tanto Luis el Joven como Carlos cortaran temporalmente sus relaciones con su padre en solidaridad con Enrique. No se conoce la reacción de Enrique ante este hecho. Se sabe que Luis el Germánico aprovechó la insubordinación de sus hijos para expulsar a Enrique de Sajonia y reemplazarle por el duque Bruno (hermano del anteriormente mencionado Otón, probablemente casado con la hija de Enrique).
En 876, murió Luis el Germánico y sus hijos se convirtieron en reyes de pleno derecho de sus respectivos sub-reinos. Enrique permaneció al servicio de Luis el Joven. En 880, fue enviado con el conde Adalhard de Metz para enfrentarse al conde Teobaldo de Arlés, comandante en jefe del ejército de Hugo de Lotaringia, primo segundo de Luis que había sido excluido de la sucesión. Según los Anales de Fulda, Enrique obtuvo una «victoria sangrienta». El victorioso ejército se unió entonces al resto de fuerzas de Luis el Joven y marchó sobre Mâcon, que fue tomado al líder rebelde Bosón, que se había proclamado rey de Borgoña y Provenza frente a los carolingios.

### Reinado de Carlos el Gordo
Luis el Joven murió en enero de 882 y fue sucedido por Carlos el Gordo, que de este modo unificó el reino de los francos orientales de Luis el Germánico. Bajo Carlos, la carrera de Enrique fue una sucesión de batallas contra los invasores vikingos. Carlos envió casi inmediatamente a un ejército a asediar Asselt, donde había acampado un ejército vikingo. Según los Anales de Fulda, Enrique y el sobrino de Carlos, Arnulfo de Carintia dirigieron la vanguardia, con Enrique a cargo de las tropas francasy Arnulfo a las bávaras. Carlos llegó con el grueso del ejército en mayo de 882.
Tras recibir juramento de los líderes vikingos, se dio por concluido el asedio y el ejército franco se retiró. Después de su corte de Navidad en 882, el rey envió a Enrique contra algunos vikingos que habían atacado Deventer. Según los Anales de Fulda, Enrique «resolvió las cuestiones lo mejor que pudo, y regresó». A finales de 883, Enrique marchó nuevamente contra los vikingos, ocasionándoles severas pérdidas. Según los Anales de Fulda, «se dice que ninguno escapó». Enrique, no obstante, resultó herido.
En 884, Enrique obtuvo dos nuevas victorias sobre los vikingos, masacrándoles «en cualquier lugar en que les quisieron saquear», según el analista de Fulda. Algunos vikingos que habían estado azotando Francia occidental invernaron en el Hesbaye en 884-885. A comienzos de 885, Enrique y el arzobispo Liutberto de Maguncia les sorprendieron en su campamento. Los supervivientes huyeron durante la noche, dejando atrás su botín. Enrique y Liutberto fueron los hombres más prominentes, tras los reyes carolingios, en la última parte de la recensión de Maguncia de los Anales de Fulda. Esto es probablemente porque su autor era partidario de Luis el Joven, del que Enrique y Liutberto habían sido consejeros.
En 885, Godofredo, uno de los líderes vikingos de Asselt que había jurado lealtad a Carlos, que había sido bautizado y recibido Frisia, fue acusado de conspirar con el primo del rey, Hugo para tomar Lotaringia. Enrique le engañó llevándole a una reunión y le mató a él y a sus seguidores. Según los Anales de Saint-Vaast, uno de los hombres de Godfrid, Gerolfo, desertó y preparó la caída de Godofredo con Enrique. Enrique capturó entonces a Hugo en Gondreville y le entregó al emperador, que le hizo cegar y le encarceló en la abadía de San Galo.
En 885, un gran ejército vikingo puso sitio a París. La defensa de la ciudad recayó en el obispo Joscelin yen  el conde Odo (o Eudes). Según los Anales de Saint-Vaast, después de que los vikingos destruyeran una de las torres de París, Joscelin envió al conde Herkenger de Melun a Francia oriental con instrucciones específicas de solicitar ayuda militar a Enrique.
Como resultado, en 886 Enrique encabezó al primer ejército para aliviar el asedio. Estuvo en el campo desde el 9 de febrero hasta el 1 de mayo, pero sus únicas acciones fueron escaramuza con los vikingos que se alejaban ocasionalmente de sus fortificaciones. En julio, el propio Carlos dirigió un gran ejército hacia París. Enrique fue enviado nuevamente a la vanguardia mientras el emperador estaba todavía en Metz. Durante esa expedición, el caballo de Enrique cayó en una trampa cerca de Quierzy y Enrique quedó separado de sus hombres y fue muerto el 28 de agosto. El mismo relato aparece en los Anales de Saint-Vaast, en la crónica de Regino de Prüm y en los Anales de Fulda.

## Muerte, entierro y epitafio
Las muertes de Hugo y de Enrique en agosto situaron al conde Odo en una posición destacada en Francia occidental. Aunque los escritores tendieron a verle como sucesor de su hermano Roberto el Fuerte, directamente, no fue así. De hecho, las muertes repentinas de Hugo y de Enrique, seguidas por la del emperador Carlos menos de dos años más tarde crearon un vacío de poder en el oeste que Odo aprovechó para ser elegido rey en 888.
Los Anales de Fulda parecen asignar culpas por la muerte de Enrique al decir que fue «abandonado por sus hombres». Regino reseña que Enrique fue enterrado en la abadía de Saint-Médard de Soissons. Un epitafio fue añadido en el siglo XI a una copia de la crónica de Regino. Una nota marginal junto al relato de Regino de la muerte de Enrique dirige el lector al epitafio, que aparece al final del manuscrito.

## Títulos
Por 871, según los Anales de Fulda, Enrique era conde  (latín comes), un título que el analista prefiere para él hasta el fin de su vida, incluso después de alcanzar un rango superior. Por contraste, Regino de Prüm, normalmente le cita como duque (dux), un título que implica orden militar y el control de un territorio mucho más grande que un condado. En el año 885, los Anales de Saint Vaast llaman a Enrique duque de los austrasianos (dux Austrasiorum).
Los Anales de Fulda describen a Enrique en 886 como «el margrave de los francos, que dominaba Neustria en aquel tiempo» (marchensis Francorum, qui en id tempus Niustriam tenuit). Esto ha sido interpretado como «una responsabilidad militar generalizada qué incluía Neustria». Karl Ferdinand Werner va más allá, diciendo que «en todos los reinos propiamente llamados francos», esto es, en Austrasia, Neustria y Franconia, «Carlos dio todos los poderes a su comandante en jefe Enrique».
Por otro lado, Donald Jackman ve el mando de Enrique limitado a Neustria, donde sucedió a Hugo el Abad tras la muerte de este el 12 de mayo de 886. Según el epitafio de Enrique, fue «triarca» (triarchos) de los sajones, francos y frisios, lo que pueden significar que los gobernó simultáneamente o en sucesión. Su mandato sobre Frisia puede haber indicado de hecho una marca en Sajonia occidental limitando con Frisia. Jackman apoya los tres mandatos sucesivos para Enrique, mientras que Matthias Becher sugiere que triarchos es una corrupción de trimarchio (tres veces margrave) bajo la influencia de demarchus (gobernador del pueblo) e indica que Enrique adquirió varias marcas simultáneamente. Nadie cuestiona que Enrique era el segundo al mando durante el reinado de Carlos el Gordo.

## Lectura complementaria
- Guillotel, Hubert (2000). «Une autre marche de Neustrie».  En Settipani, Christian; Keats-Rohan, Katharine S. B., eds. Onomastique et Parenté dans l'Occident médiéval. Oxford: Unit for Prosopographical Research, Linacre College. ISBN 1-900934-01-9.
- Keats-Rohan, Katharine S. B. (2000). «Poppa de Bayeux et sa famille».  En Settipani, Christian; Keats-Rohan, Katharine S. B., eds. Onomastique et Parenté dans l'Occident médiéval. Oxford: Unit for Prosopographical Research, Linacre College. ISBN 1-900934-01-9.

- Datos: Q697391